# Dead Husbands
Dead Husbands (em português: Sociedade dos maridos mortos) é um filme estadunidense que conta a história de uma mulher que cansada de seu marido entra numa sociedade onde mulheres matam seus maridos
O filme e de comedia que foi feito em 1998.